# Artjom Sergejewitsch Maximenko
Artjom Sergejewitsch Maximenko (russisch Артём Сергеевич Максименко; * 27. Mai 1998 in Toljatti) ist ein russischer Fußballspieler.

## Karriere

### Verein
Maximenko begann seine Karriere in der Akademija Konoplew. Zur Saison 2012/13 wechselte er in die Jugend des FK Dynamo Moskau. Zur Saison 2015/16 schloss er sich dem FK Rostow an. Zur Saison 2016/17 wechselte er auf die Krim, wo er für Spartak Dschankoj spielte. Zur Saison 2017/18 wechselte er zur U-19 von Arsenal Tula, bei der er zwei Spielzeiten verbrachte.
Zur Saison 2019/20 schloss Maximenko sich dem Zweitligisten FK Nischni Nowgorod an. Sein Debüt in der Perwenstwo FNL gab er im Juli 2019 gegen Tom Tomsk. Nach drei Einsätzen für Nischni Nowgorod verließ er den Verein noch im selben Transferfenster wieder und wechselte leihweise zur drittklassigen Reserve von Zenit St. Petersburg. Für Zenit-2 kam er bis zur Winterpause zu zwölf Einsätzen in der Perwenstwo PFL. Im Februar 2020 wurde die Leihe vorzeitig beendet und der Angreifer kehrte nach Nischni Nowgorod zurück. Dort kam er noch einmal zum Einsatz, ehe die Saison COVID-bedingt abgebrochen wurde. Zur Saison 2020/21 wechselte er zum Ligakonkurrenten Weles Moskau. Für den Hauptstadtklub kam er bis zur Winterpause zu 25 Zweitligaeinsätzen, in denen er neun Tore erzielte.
Im Januar 2021 wechselte Maximenko zum Erstligisten Ural Jekaterinburg. Dort debütierte er im Februar 2021 in der Premjer-Liga. In seinem ersten Halbjahr in der höchsten Spielklasse kam er zu drei Einsätzen für Ural. In der Saison 2021/22 absolvierte er bis zur Winterpause acht Partien. Im Januar 2022 wurde er an den Zweitligisten Baltika Kaliningrad verliehen.

### Nationalmannschaft
Maximenko absolvierte im August 2013 drei Partien für die russische U-16-Auswahl.